# Basílio I, o Macedónio
Basílio I, o Macedônio(pt-BR) ou o Macedónio(pt-PT?) (em grego: Βασίλειος Α΄; romaniz.: Basileios I; c. 811 — 29 de agosto de 886) foi imperador bizantino fundador da mais esplendorosa dinastia do Império Bizantino, a macedónica.

## Biografia
Era considerado um dos maiores imperadores, porém a opinião dos historiadores modernos é menos lisonjeira, uma vez que se torna mais claro que as reformas associadas ao o seu nome foram efetivamente iniciadas no reinado do seu antecessor Miguel III, o Ébrio, que Basílio mandou matar. Com a dinastia macedónica, ocorreram reformas políticas e campanhas militares que devolveram ao império o status de potência após a expansão muçulmana do século anterior.

## De camponês a imperador
Desde os seus próprios dias que a origem étnica de Basílio I tem sido a fonte de abundante controvérsia. Segundo a tradição que já vigorava no seu próprio reinado, Basílio teria ascendência arménia e seria um descendente afastado de uma família nobre da Arménia. Os seus pais terão sido, provavelmente, camponeses arménios que foram deslocados para o tema da Macedónia (uma divisão administrativa correspondente à região de Adrianópolis na Trácia e que nada tem a ver com a Macedónia histórica) de acordo com o que era comum no Império Bizantino.
Passou parte da sua infância em cativeiro na Bulgária, para onde a sua família tinha sido levada como prisioneiros de Crum em 813. Juntamente com muita da população cativa reinstalada, Basílio conseguiu escapar por volta de 836 e teve a sorte de ser admitido ao serviço de Teofilitzes, um parente do césar Bardas (tio do Imperador Miguel III, o Ébrio), como pajem.
Ao serviço de Teofilitzes visitou a cidade de Patras, onde entrou nas boas graças de Danielis, uma mulher abastada que o incluiu na sua casa e o dotou de uma fortuna. Conseguiu também chamar a atenção de Miguel III derrotando um campeão búlgaro num combate de luta livre, e rapidamente se tornou no companheiro e guarda-costas (paracemomeno) do imperador.
Por ordem de Miguel, divorciou-se da sua mulher Maria e casou-se com Eudócia Ingerina, a amante favorita de Miguel, por volta de 865. Uma crença bastante difundida dava Leão VI, o Sábio, o Sábio, sucessor de Basílio, como filho de Miguel. Não é possível resolver satisfatoriamente a questão, mas o próprio Basílio parece ter acreditado também no que se dizia. A subsequente promoção de Basílio a César e depois a co-imperador (que pode ter incluído a sua adopção por Miguel III, ele próprio bastante mais novo do que Basílio) dava à criança um pai legítimo e imperial, e assegurava assim a sucessão ao trono; pode ter sido esta a lucidez dor detrás da aparente loucura de Miguel.
No decurso de uma expedição contra os árabes, Basílio convenceu Miguel III de que o seu tio Bardas ambicionava o trono, e assassinou Bardas com a autorização de Miguel a 21 de Abril de 866. Basílio tornara-se deste modo a personagem determinante na corte.
Quando Miguel III começou a favorecer outro cortesão, Basílio decidiu que a sua posição estava a ser ameaçada e congeminou o assassínio de Miguel III na noite de 23 de setembro de 867.

## Reinado
Basílio I deu início a uma nova era na história do império, associada à dinastia da qual foi o fundador. Foi um período de expansão territorial, durante o qual o império se tornou no estado mais poderoso da Europa.
Para reforçar a sua posição e a da sua família no trono, Basílio associou ao trono o seu filho mais velho Constantino (em 869) e o seu segundo filho Leão (em 870).

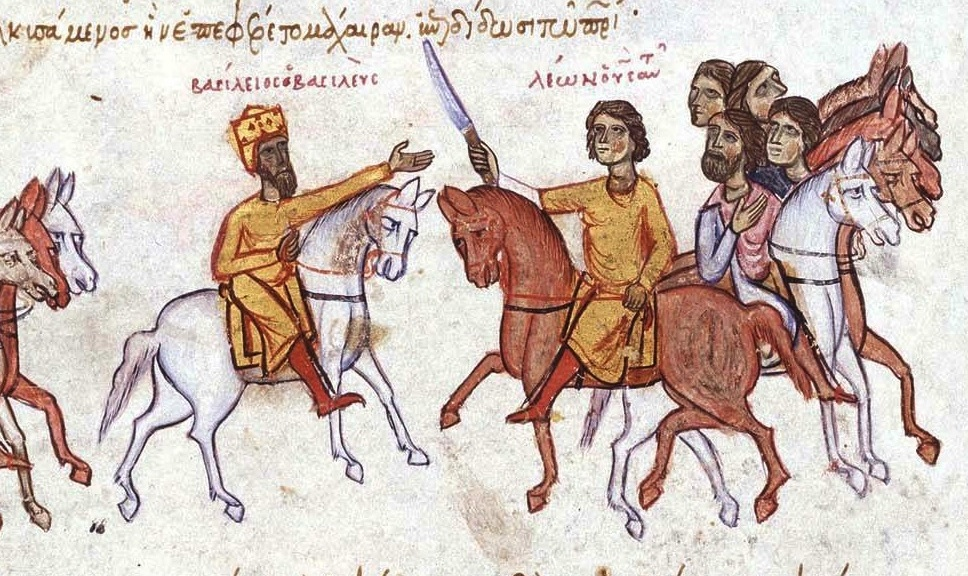
Basílio I e o seu filho.
Da Crônica de João Escilitzes, no manuscrito conhecido como "Escilitzes de Madrid".

Por causa do grande trabalho legislativo que Basílio empreendeu, e que pode ser descrito como um ressuscitar da legislação de Justiniano I, este imperador é muitas vezes chamado "o segundo Justiniano". As leis de Basílio foram compiladas na Basilica, que consistia em sessenta livros, e em manuais jurídicos mais curtos conhecidos como os Prochiron e os Eisagoge. Leão VI, o Sábio completou estas obras jurídicas. A política financeira de Basílio foi prudente.
A sua política eclesiástica ficou marcada pelas boas relações com Roma. Um dos seus primeiros actos como imperador foi exilar o patriarca Fócio e repôr no seu o lugar o rival daquele, Inácio, cujas pretensões eram apoiadas pelo papa Adriano II. As boas relações com Roma iam, porém, só até certo ponto: a decisão de Bóris I da Bulgária de sujeitar a nova igreja búlgara ao patriarcado de Constantinopla foi um grande golpe para Roma, que ambicionava ela própria essa posição. Com a morte, porém, de Inácio em 877, Fócio retomou o lugar de patriarca e verificou-se um corte material, embora nunca formal, com Roma. Este foi um acontecimento decisivo no conflitos que levariam ao Grande Cisma cujos resultados seriam a Igreja Católica e a Igreja Ortodoxa como entidades separadas.
O reinado de Basílio ficou também marcado por uma guerra com os Paulicianos da zona de Tefrique no alto Eufrates, os quais, aliados aos Árabes, fizeram razias até Niceia e saquearam Éfeso. Cristóvão, general de Basílio, derrotou-os em 872, e a morte do seu líder Crisóquero ditou a sujeição definitiva do seu estado. A fronteira oriental de Bizâncio foi reforçada, apesar da costumeira guerra fronteiriça com os Árabes na Ásia Menor. Chipre foi reconquistado, mas conservada durante apenas sete anos.

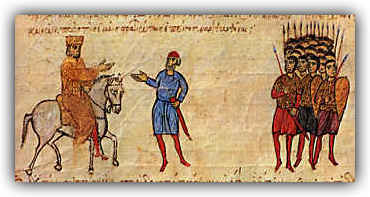
Miniatura representando uma cena da vida de Basílio.
Da Crônica de João Escilitzes, no manuscrito conhecido como "Escilitzes de Madrid".

A Ocidente, Basílio aliou-se ao imperador Luís II  contra os Árabes e a sua frota acabou com as incursões daqueles no mar Adriático. Com o auxílio dos Bizantinos, Luís II capturou Bari aos Árabes em 871. A cidade viria a tornar-se território bizantino em 876. No entanto, a posição bizantina na Sicília deteriorou-se e Siracusa foi tomada pelo Emirado da Sicília em 878. Embora a maior parte da Sicília tivesse sido perdida, o general Nicéforo Focas (o Velho) conseguiu tomar Tarento e boa parte da Calábria em 880. Os êxitos na península Itálica deram início a um novo período de domínio bizantino na região. Mais significativamente, os bizantinos começaram a estabelecer uma forte presença no mar Mediterrâneo e em especial no mar Adriático.
Basílio abateu-se quando o seu filho mais velho e favorito Constantino morreu em 879. Basílio associou então ao trono o seu filho mais novo Alexandre, por não se dar bem com Leão. O imperador morreu a 29 de agosto de 886 num estranho acidente de caça em que o seu cinto ficou preso nas hastes de um veado e Basílio foi derrubado do seu cavalo.

## Relações familiares
Embora as suas origens sejam algo incertas é considerado como sendo filho de Constantino Porfirogénito (750–828), originário da Macedónia e de Pancalo.
Foi casado por mais do que uma vez, uma delas foi Eudócia Ingerina depois desta se divorciar do marido Miguel III, o Ébrio, que tempo depois Basílio I mandou matar, Eudócia Ingerina casou com Basílio com que teve pelos menos seis filhos reconhecidos oficialmente:
1. Leão VI, o Sábio (866–912), dito o Sábio ou o Filósofo,[2] que sucedeu Basílio como imperador e pode ter sido, na verdade, filho de Miguel III.
2. Estêvão I de Constantinopla (867–893), patriarca e que pode também ter sido filho de Miguel III.
3. Alexandre (ca.  870–913), que sucedeu a Leão VI em 912.
4. Ana (m. 905/912 ou depois), freira no convento de Santa Eufémia, em Petron.
5. Helena (m. 905/912 ou depois), freira no convento de Santa Eufémia, em Petron.
6. Maria (m. 905/912 ou depois), freira no convento de Santa Eufémia, em Petron.

O outro casamento foi com Maria, de quem teve:
1. Anastácia, freira no convento de Santa Eufémia, em Petron.
2. Constantino